# Раевсикт (сельское поселение Пыёлдино)
Раевсикт  — деревня в Сысольском районе Республики Коми в составе сельского поселения  Пыёлдино. 

## География
Расположена на расстоянии 2 км на север от центра поселения села Пыёлдино.  

## Топонимика
В переводе с коми Раевсикт «пограничная деревня».

## Население
Постоянное население  составляло 31 человек (коми 81%) в 2002 году, 30 в 2010 .